# Bart Smout
Bart Smout (Tilburg, 1983) is een Nederlandse schrijver, dichter en redacteur.

## Biografie
Smout studeerde Literatuurwetenschap aan de Universiteit Utrecht. Hij publiceerde de romans Lege Lijnen (2009), De geboorte van schuld (2019) en de dichtbundel Blijkbaar wordt het toch erger als je er niets aan doet (2015). Korte verhalen en gedichten van zijn hand verschenen in onder meer: DIG (De Internet Gids), De Optimist, Tijdschrift Ei, Wobby, Ooteoote.nl, Hard//hoofd, Strak, Passionate en De brakke hond. Smout was redacteur van het literaire tijdschrift De Titaan. Ook schreef hij driewekelijks een bijdrage voor het korte verhalen-platform Shortreads.
Met regelmaat draagt Smout voor uit zijn werk. Zo stond hij onder meer op de podia van Lowlands, Festival Tilt en Mensen Zeggen Dingen.
Naast zijn schrijverschap werkt Smout als publicist en redacteur. Hij is literair redacteur van Wobby.club en hoofdredacteur van het onafhankelijke universiteitsmedium Univers van de Universiteit van Tilburg. In het verleden schreef hij columns voor de Volkskrant en was hij redacteur van Mest Magazine.